# Pismo Beach
La ville de Pismo Beach est située dans le comté de San Luis Obispo, dans l’État de Californie, aux États-Unis. Sa population s’élevait à 7 655 habitants lors du recensement de 2010, estimée à 8 198 habitants en 2016.

## Démographie
| 1950  | 1960  | 1970  | 1980  | 1990  | 2000  |
| ----- | ----- | ----- | ----- | ----- | ----- |
| 1 425 | 1 762 | 4 043 | 5 364 | 7 669 | 8 551 |

| 2010  | - | - | - | - | - |
| ----- | - | - | - | - | - |
| 7 655 | - | - | - | - | - |

## Personnalité liée à la ville
Kage Baker est morte à Pismo Beach en 2010.

## Source
- (en) Cet article est partiellement ou en totalité issu de l’article de Wikipédia en anglais intitulé « Pismo Beach, California » (voir la liste des auteurs).

1. ↑  « U.S. Census Bureau QuickFacts: Pismo Beach city, California », Bureau du recensement des États-Unis (consulté le 28 mai 2025)
2. ↑  « Statistiques des États-Unis - Californie - Profils des communautés de 2010 » (consulté en novembre 2020)